# Jack Bender
Jack Bender američki je redatelj, glumac i televizijski producent. 
Bender je bio izvršni producent i glavni režiser u ABC-ovoj seriji Izgubljeni. Režirao je više epizoda uključujući zadnju. 
Bender je režirao i druge popularne serije kao što su Sopranosi, Carnivàle, Alias i Boston Public. 
Kao glumac,  Bender je gostovao u All in the Family, The Bob Newhart Show i The Mary Tyler Moore Show.